# Природно-технічні геосистеми
Природно-технічні геосистеми (рос. геосистемы природно-технические, англ. natural-engineering geosystem, нім. naturtechnisches Geosystem n) — сукупність взаємодіючих природних і штучних об'єктів. Формуються внаслідок будівництва і експлуатації інженерних та інших споруд, комплексів і технічних засобів, що взаємодіють з природним середовищем.
Структура природно-технічніх геосистем включає:
- підсистему природних об'єктів (геологічні тіла, ґрунт, водні джерела тощо)
- підсистему штучних об'єктів (наземні і підземні споруди, водойми тощо).

Системотворчі властивості природно-технічних геосистем виявляються в процесі взаємодії підсистем і можуть бути руйнуючими, ініціюючими, регулюючими і керуючими. У залежності від характеру і режиму взаємодії, стадії формування природно-технічні геосистеми є:
- динамічними системами,
- нерівноважними системами,
- квазірівноважними відкритими системами.

## В Україні
Прикладом природно-технічних геосистем в Україні може служити Донбас, Кривбас та ін.